# Maccabi Ironi Ramat Gan
El Maccabi Ironi Ramat Gan (en hebreo: מכבי עירוני רמת גן), conocido por motivos de patrocinio como Ironi Kfar Hamaccabia Ramat Gan, es un equipo de baloncesto israelí con sede en la ciudad de Ramat Gan, que compite en la Ligat ha'Al. Disputa sus partidos en el Zisman Arena, con capacidad para 1.500 espectadores.

## Historia
El club tiene sus orígenes en 1946, aunque su estructura actual surger de la fusión de los equipos del Beitar Ramat Gan y el Maccabi Ramat Gan. Su primer gran éxito, todavía con el nombre de Maccabi, sucedió en 1973, cuando consiguieron ser subcampeones de liga, algo que repitieron al año siguiente, cayendo en ambas ocasiones ante el Maccabi Tel Aviv. En 2002 volvieron a repetir puesto en la liga, con el mismo campeón final.

## Posiciones en Liga
- 2005 - (2-Nat)
- 2006 - (10-Premier League)
- 2007 - (8-Premier)
- 2008 - (7-Premier)
- 2009 - (9-Premier)
- 2010 - (11-Premier League)
- 2011 - (10-Nat)
- 2012 - (8-Nat)
- 2013 - (4-Nat)
- 2014 - (4-Nat)
- 2015 - (6-Nat)

## Palmarés
- Ligat Winner
  - Subcampeón 1973, 1974, 2002
- Copa de baloncesto de Israel
  - Subcampeón 1972, 1979
- Liga Leumit
  - Subcampeón 2005

## Jugadores destacados
| - Doron Jamchi - Ami Nawi - Jadran Popovic - Gil Amitay - Nir Cohen - Lior Eliyahu - Daniel Gur Arie - Lior Levi - Raviv Limonad - Igor Mayor - Matan Naor - Yehu Orland - Gur Shelef - Idan Zalmanson - Andrew Kennedy - Tunji Awojobi - Goran Bošković - Damir Pokrajac - Thomas Adams - Rodney Alexander - John Allen - DeMario Anderson - T.J.Bannister - Erick Barkley | - Eddy Barlow - Armon Bassett - Jerome Beasley - Cecil Brown - Joshua Crawford - Khalid El-Amin - J.J.Eubanks - Brandon Ewing - Jamal Faulkner - Albert Fisher - Joseph Forte - Jason Gardner - James Gulley - Mike Helms - Adrian Henning - Otis Hill - Samuel Hines - Steven Hood - Thomas Kelley - Tyrone Kent - Frankie King - Michael Kuebler | - Jai Lewis - Kei Madison - Timothy Mason - Tony Massop - Travis Mays - Curtis McCants - Taj McCullough - Anthony Myles - Keith Ramsey - Kevin Rice - Terrence Roberts - T.J.Robinson - Tick Noel Rogers - John Sharper - Andre Spencer - Paul Thompson - Brian Tolbert - Mark Tyndale - Kwame Vaughn - Rodney Webb - Kenny Williams | - Darryl Wilson - Elishay Kadir - Julian Khazzouh - Alex Chubrevich - Anton Kazarnovski - Lamont Jones - Joshua Gomes - Bambale Osby - Atiba Lyons - David Bernsley - Fred Campbell - Sean Daniel - Joe Dawson - Adam Honig - Isaac Rosefelt - Jason Thomas - Chris Watson - Varnie Dennis - Ryan Stack - Gary Forbes - Carmelo Lee |